# Megachile chrysorrhea
Megachile chrysorrhea är en biart som beskrevs av Carl Eduard Adolph Gerstäcker 1857. Megachile chrysorrhea ingår i släktet tapetserarbin, och familjen buksamlarbin. Inga underarter finns listade i Catalogue of Life.